# CAMEL WIZARD
CAMEL WIZARD（キャメルウィザード）は、鹿児島県出身・在住の日本の男性ロックバンド。かつてはパワーポップアンドカンパニーに所属していた。

## 概略
2003年4月、鹿児島国際大学ロック部にて結成。鹿児島を拠点に全国のライヴハウスに出演し、話題を集めるようになる。鹿児島では楽曲がテレビCMで使用されるなど、徐々に知名度を上げ、2006年7月19日にミニアルバム「二人の距離」で全国デビューした。南国テイスト漂う、美しく切ないメロディーが特徴の3ピースバンドである。
事務所の先輩であるCHARCOAL FILTERと仲が良く、その縁で「二人の距離」の推薦コメントをCHARCOAL FILTERと親交のある亀田誠治に書いてもらっている。

## メンバー
- 小園淳之輔（こぞの じゅんのすけ、1982年7月31日 - ）　鹿児島県志布志市出身 Vo. & Gt.
- 小川内真悟（おがわうち しんご、1983年5月28日 - ）　鹿児島県薩摩川内市出身Ba. & Cho.
- 絵馬（えま、1983年10月9日 - ）　鹿児島県肝属郡肝付町出身Dr. & Cho.

## ディスコグラフィー

### シングル
- CAMEL WIZARD - ライブ会場限定マキシシングル（500枚限定生産）

1. 並木道
2. Island tree
3. HAPPY DAY

「Island tree」ビデオクリップ収録

### アルバム
- C.W. - 1stミニアルバム

1. HAPPY DAY
2. wisdom
3. EveryDay
4. にしけん物語II

- It’s FINE! - 2ndミニアルバム

1. Jolly
2. smile
3. RM
4. 花
5. HAPPY DAY (LIVE@SR 2.28)

- Island tree - 3rdアルバム

1. Intro
2. Island tree
3. WitcheZ
4. アルイテユコウ
5. wind
6. マフラー
7. outro

- 二人の距離 - 全国デビュー1stミニアルバム（2006.07.19）

1. 海のある街 - 「タカプラ」サマーバーゲンCMソング
2. 二人の距離 - 鹿児島読売テレビ「AMP」7月度エンディングテーマ
3. ねこのうた
4. 並木道
5. 黒
6. グランマ

### 参加作品
- Gimme MUSIC - オムニバスアルバム

「Island tree -Special GM mix-」で参加。